# Kirove (Kirove), Lenine
Kirove (în ucraineană Кірове) este localitatea de reședință a comunei Kirove din raionul Lenine, Republica Autonomă Crimeea, Ucraina.

## Demografie
Componența lingvistică a localității Kirove
     Rusă (68,7%)
     Tătară crimeeană (22,5%)
     Ucraineană (5,83%)
     Alte limbi (0,65%)
Conform recensământului din 2001, majoritatea populației localității Kirove era vorbitoare de rusă (68,7%), existând în minoritate și vorbitori de tătară crimeeană (22,5%) și ucraineană (5,83%).